# Uyezd de Bakú
El uyezd de Bakú (en ruso: Бакинский уезд, en azerí: Bakı qəzası) fue una unidad administrativa dentro de la gobernación de Bakú, durante la República Democrática de Azerbaiyán y la República Socialista Soviética de Azerbaiyán hasta 1929. Limitaba al este con el mar Caspio, al oeste con el  uyezd de Şamaxı, al norte con el uyezd de Kuba y al sur con el uyezd de Lankaran. Su centro administrativo era Bakú.

## Historia
Posterior a la captura del kanato de Bakú por el Imperio ruso en 1806, el mismo fue eliminado y se convirtió en una provincia del Imperio. En 1840, se creó el uyezd de Bakú y pasó a formar parte de la región del Óblast caspiano. Después de 1846, el uyezd se incluyó en la gobernación de Şamaxı. Debido al terremoto de 1859, el centro de la gobernación se trasladó de Şamaxı a Bakú y pasó a llamarse gobernación de Bakú.
En 1918, tras la caída del Imperio Ruso, Azerbaiyán se convirtió en parte de la República Democrática Federal de Transcaucasia, período durante el cual se cometió la Masacre de marzo contra los musulmanes nativos en la ciudad de Bakú y otros uyezds dentro de la gobernación de Bakú.
Después del colapso de la República Democrática Federal de Transcaucasia, Azerbaiyán se independizó el 28 de mayo de 1918. En ese momento la comuna bolchevique de Bakú estaba en control de la capital, pero tras la Batalla de Bakú, Azerbaiyán capturó la ciudad y trasladó su capital de Ganyá a Bakú. El uyezd de Bakú se mantuvo como provincia de la república.
Después de la invasión del Ejército Rojo al territorio de Azerbaiyán en 1920, la República Democrática de Azerbaiyán se integró en la Unión Soviética. El uyezd de Bakú fue abolido en 1929.

## Población
Según el censo de 1897, en el uyezd residían 182.897 personas, de las cuales 111.904 vivían en la ciudad de Bakú. El censo registró 63.415 hablantes nativos de azerbaiyano (el censo indica "tártaro") y 45.510 ruso.
La población aumentó a 527,220 personas en 1926.

### Grupos étnicos en 1897
| Uyezd | Tártaros azerbaiyanos | Rusos | Tats  | Armenios | Alemanes | Persas | Judíos |
| ----- | --------------------- | ----- | ----- | -------- | -------- | ------ | ------ |
| Bakú  | 34,7%                 | 24,0% | 18,9% | 12,3%    | 1,8%     | 2,6%   | 1,1%   |